# Ostorféreg-fertőzés
Az ostorféreg-fertőzés (trichuriasis, trihuriázis, ostorgiliszta-fertőzés) a Trichuris trichiura  (ostorféreg) nevű fonalféreg  által okozott fertőzés. Ha a fertőzést csupán néhány féreg okozza, a betegség gyakran tünetmentes. Azoknál, akiket több féreg fertőzött meg, előfordulhat gyomorfájás és fáradtság, valamint hasmenés , esetenként véres széklet. A fertőzött gyermekeknél a szellemi és testi fejlődés visszamaradása figyelhető meg. A vérveszteség vérszegénységhez vezethet.

## Okai
A fertőzés általában a férgek petéit tartalmazó étel vagy víz elfogyasztásával terjed. Ez akkor fordulhat elő, ha a fertőzött zöldségeket nem mossuk meg alaposan vagy nem főzzük meg. A peték gyakran olyan helyeken kerülnek a talajba, ahol az emberek a szabadban ürítik székletüket , illetve ahol az emberi ürüléket trágyázásra használják. A peték a fertőzött emberek ürülékéből származnak. Azok a gyerekek, akik ilyen fertőzött talajon játszanak, majd a kezüket a szájukba teszik, könnyen megfertőződhetnek. A férgek, amelyek a vastagbélben telepednek meg, körülbelül négy centiméter hosszúak. Mikroszkóp alatt jól láthatóak a peték a székletmintában, így történik az ostorféreg-fertőzés diagnosztizálása. A peték hordó alakúak.

## Megelőzése és kezelése
A megelőzéshez az étel alapos átfőzésére, valamint főzés előtti kézmosásra van szükség. Fontos ezenkívül a megfelelő közegészségügyi viszonyok kialakítása, például a működőképes és tiszta vécék használata, valamint a tiszta vízhez való hozzáférés. Azokban a térségekben, ahol a fertőzés gyakran előfordul, az embereket sokszor csoportosan kezelik, akár rendszeres jelleggel. A kezelés az albendazol, a mebendazol vagy az ivermektin gyógyszerekkel történik, háromnapos kúra formájában. Kezelés után gyakori az újrafertőződés.

## Elterjedtsége
Az ostorféreg-fertőzés világszerte körülbelül 600–800 millió embert érint. Leggyakrabban a trópusi országokban fordul elő. A fejlődő országokban azok, akik ostorféreg-fertőzéstől szenvednek, gyakran kampósféreggel és orsóféreggel is fertőzöttek. A betegség számos országban a gazdaságra is nagy hatással van. A fertőzés elleni védőoltás kifejlesztése folyamatban van. Az ostorféreg-fertőzést az elhanyagolt trópusi betegségek közé sorolják.